# فرودگاه شهرستان بیور
فرودگاه شهرستان بیور (به انگلیسی: Beaver County Airport) یک فرودگاه همگانی بهره‌برداری هوایی با کد یاتا BFP است که یک باند فرود آسفالت دارد و طول باند آن ۱۳۷۲ متر است. این فرودگاه در کشور ایالات متحده آمریکا قرار دارد و در ارتفاع ۳۸۲ متری از سطح دریا واقع شده‌است.